# Monestrol
Monestrol is een gemeente in het Franse departement Haute-Garonne (regio Occitanie) en telt 56 inwoners (2009). De plaats maakt deel uit van het arrondissement Toulouse.

## Geografie
De oppervlakte van Monestrol bedraagt 5,5 km², de bevolkingsdichtheid is dus 10,2 inwoners per km².
De onderstaande kaart toont de ligging van Monestrol met de belangrijkste infrastructuur en aangrenzende gemeenten.

## Demografie
De figuur toont het verloop van het inwonertal (bron: INSEE-tellingen).